# Klasse gegen Klasse
Klasse gegen Klasse (KgK) war eine klandestin organisierte linksextremistische Gruppe in Berlin, die von 1992 bis 2003 Terroranschläge verübte. Der Verfassungsschutz legt der Gruppe allein von 1992 bis 1996 insgesamt 33 Brand- und 5 Sprengstoffanschläge zur Last und zählte sie zum autonomen Spektrum. Hauptmotive der Gruppe waren der Klassenkampf sowie der Kampf gegen Gentrifizierung und Kapitalismus, mit dem Ziel einer sozialistischen Revolution. Mitglieder der Gruppe konnten nicht festgenommen werden.

## Chronologie der Anschläge
Der Gruppe wurden über 40 Anschläge zur Last gelegt, bei denen es nie zu Personenschaden oder Toten gekommen ist.
| Datum              | Art |
| ------------------ | --- |
| 1992               | Erstes militantes Auftreten der KgK, mehrere Brandanschläge gegen Luxusautos und PKW von Politikern. |
| März 1993          | Versendung einer 9-mm-Parabellum-Patrone an den damaligen Chef der Berliner Lokalredaktion der taz, Gerd Nowakowski. In einem beiliegenden Schreiben drohte die KgK mit einem Kniescheibenattentat, sollte die taz-Redaktion sich weigern, „neomarxistische Pamplethe“ zu veröffentlichen. |
| 18. Oktober 1993   | Handgranatenanschlag auf Berliner Nobelrestaurant Auerbach. |
| 10. September 1993 | Sprengstoffanschlag gegen das Wohnhaus eines Miethausbesitzers in Neukölln. |
| 19. November 1993  | Zwei Sprengstoffanschläge gegen die Wohnhäuser eines Architekten und des damaligen Leiters des Kreuzberger Stadtplanungsamtes sowie Brandanschläge auf die privaten PKW zweier Berliner Architekten.                                                                                       |
| 25. März 1996      | Sprengstoffanschlag auf das Privathaus des Berliner Arbeitsrechtlers Klaus Adomeit. |
| 30. Dezember 1999  | Brandanschläge gegen Luxusautos, begangen von Autonomen, mit von Polizei vermuteter Beteiligung der KgK. |
| 8. Dezember 2000   | Brandanschlag auf Diplomatenwagen der indischen Botschaft. |
| 30. Oktober 2002   | Brandanschlag auf Auto des damaligen Kreuzberger Baustadtrats Franz Schulz. |
| 6. August 2003     | Brandanschlag auf Hof des Deutschen Architektur-Zentrums, bei dem zwei PKW ausbrannten und leichte Gebäudeschäden entstanden. |